# Lijepa Tena
Lijepa Tena (Linda Tena), é uma música interpretada por Igor Cukrov e Andrea Šušnjara, e foi escolhida pela Croácia para representar o país no Festival Eurovisão da Canção 2009.
A música foi apresentada na 2.ª Semi-Final, conseguindo o apuramento para a Grande Final do Festival.